# Peeto rodmani
Peeto rodmani är en spindelart som beskrevs av Norman I. Platnick 2002. Peeto rodmani ingår i släktet Peeto och familjen Gallieniellidae.
Artens utbredningsområde är Queensland. Inga underarter finns listade i Catalogue of Life.